# کنترل پنل میزبانی وب

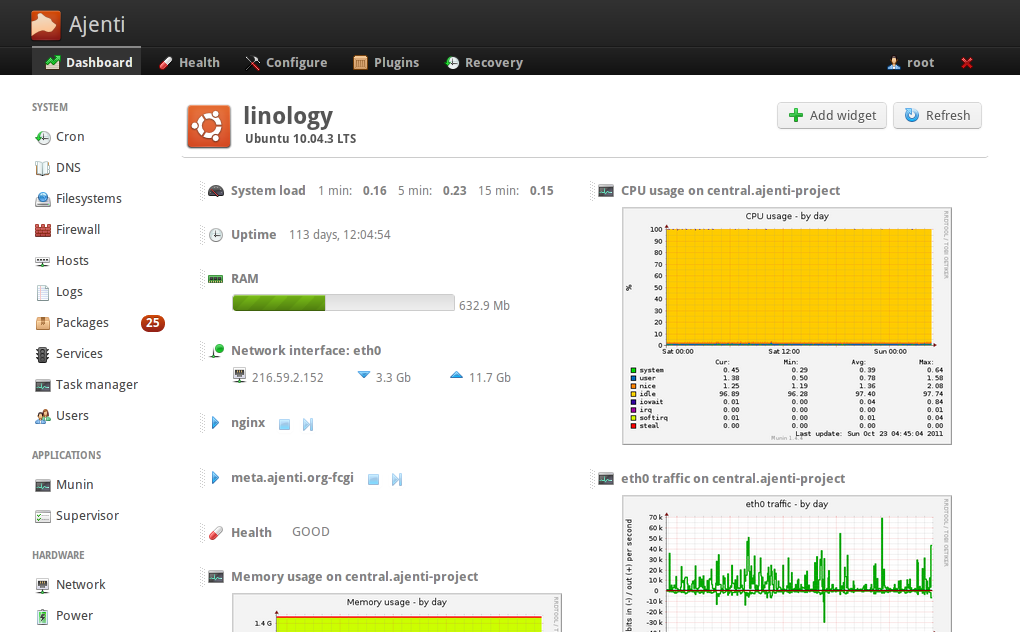
عکسی از کنترل پنل میزبانی وب

کنترل پنل میزبانی وب (به انگلیسی: Web hosting control panel) یک رابط مبتنی بر وب ارائه شده بوسیله شرکت میزبانی وب می‌باشد که به مشتری‌ها اجازه مدیریت خدمات گوناگون میزبانی شده آنها را در فضایی واحد می‌دهد.
برخی از ماژول‌های دردسترس متداول در بیشتر تابلوهای کنترل میزبانی وب:
- دسترسی به ثبت وقایع خدمتگزار (به انگلیسی: server log)
- جزئیات فضای وب و پهنای باند آزاد و مصرفی
- پیکره‌بندی حساب پست الکترونیک
- نگهداری حساب کاربران اف‌تی‌پی
- مدیریت پایگاه داده
- آمار بازدیدکنندگان با استفاده از نرم‌افزار تجزیه و تحلیل ثبت وقایع وب
- مدیر پرونده‌های مبتنی بر وب

از معروف ترین کنترل پنل های میزبانی وب می توان سی‌پنل ، دایرکت ادمین و پلسک را نام برد.

## منبع
مشارکت‌کنندگان ویکی‌پدیا. «Web hosting control panel». در دانشنامهٔ ویکی‌پدیای انگلیسی، بازبینی‌شده در ۱۴ بهمن ۱۳۸۹.